# Велика африканська п'ятірка

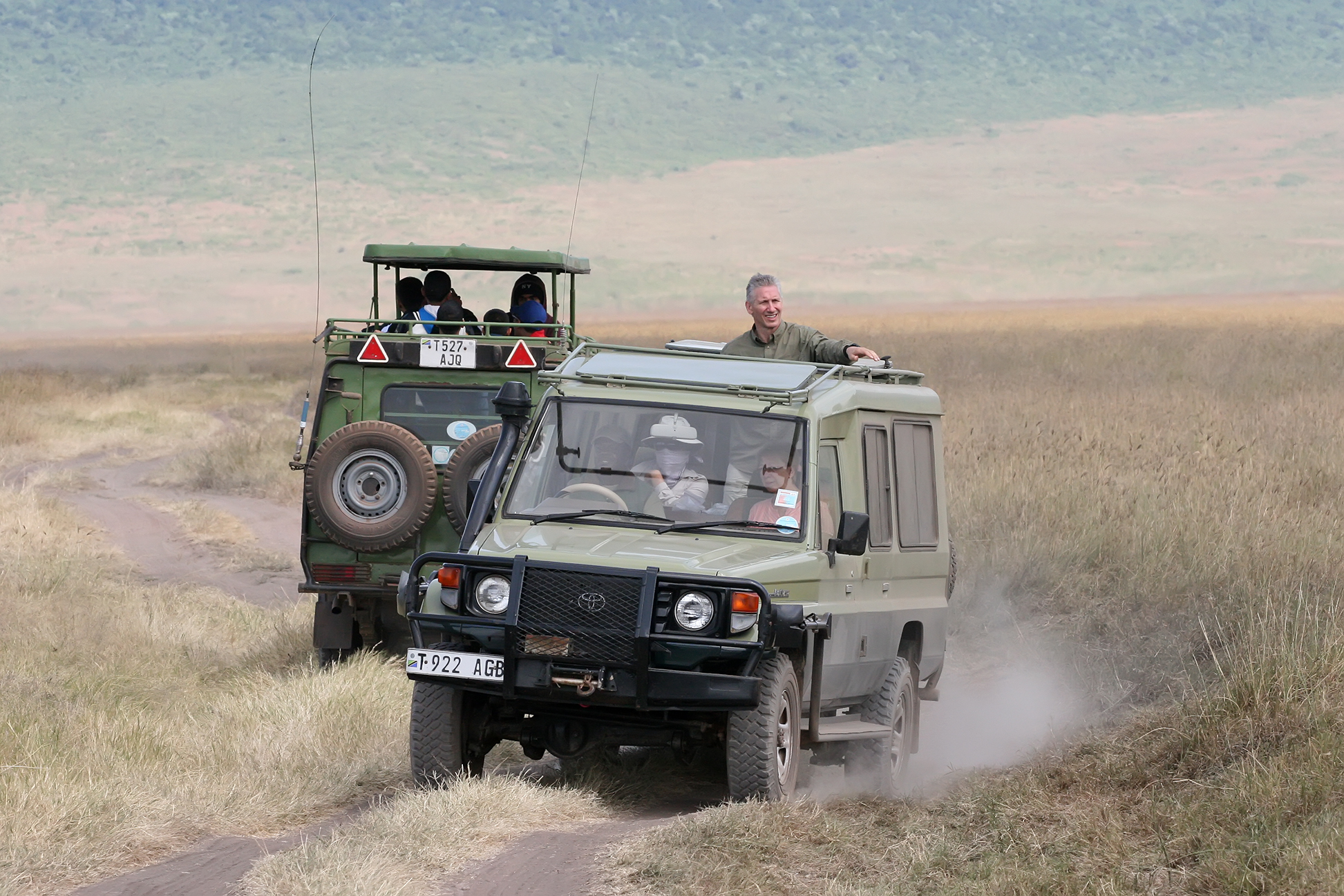
Сафарі в кратері Нгоронгоро

Велика африканська п'ятірка — ссавці, що є найбільшими об'єктами полювання на африканському континенті.

## Обсяг поняття
«Велика п'ятірка» (англ. Big five) включає такі види:
- буфало (буйвіл африканський, або «африканський буфало»);
- слон (африканський слон);
- носоріг (чорний носоріг);
- лев (лев пустельний);
- пантера плямиста, або леопард.

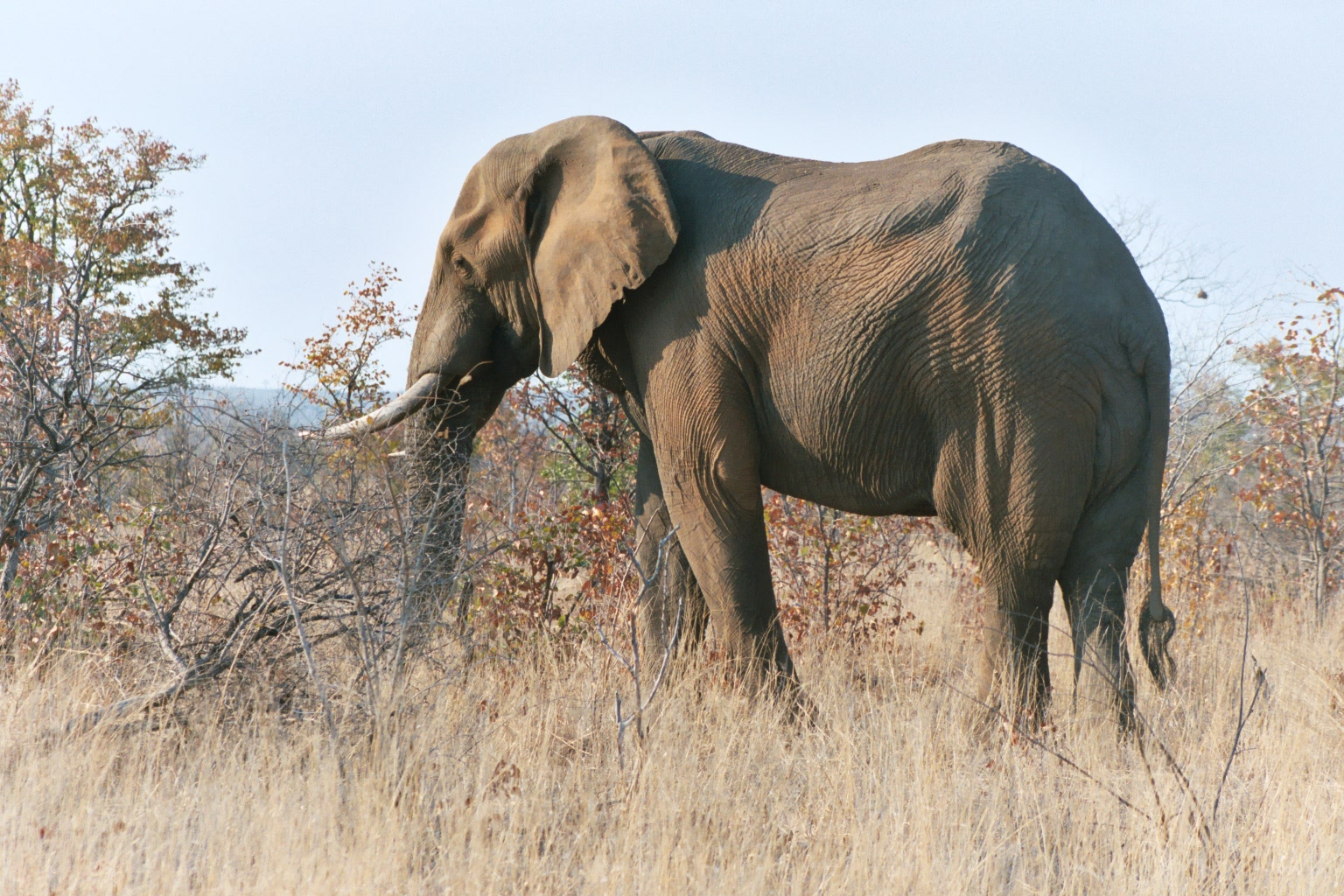
Африканський слон (Loxodonta africana)
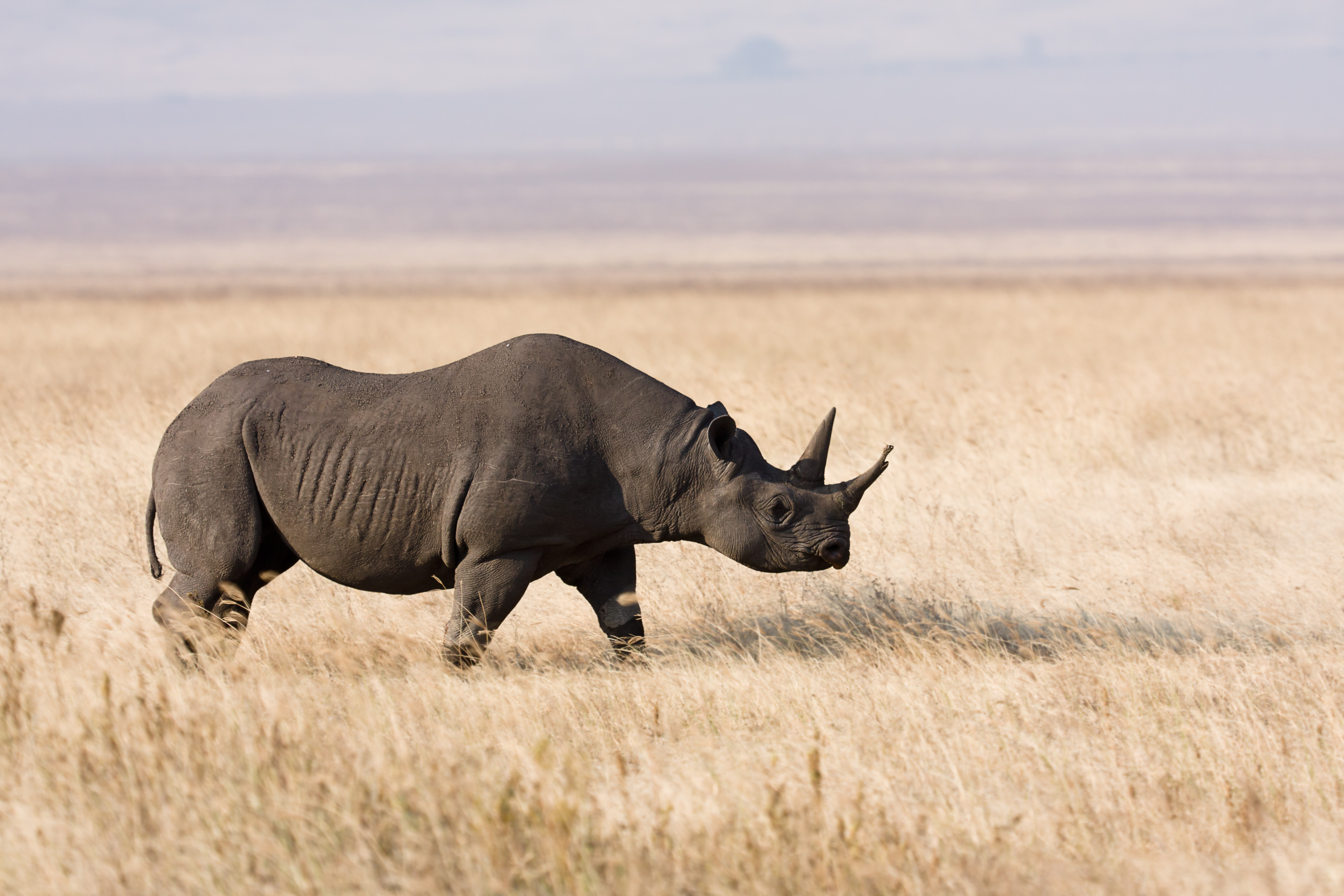
Чорний носоріг (Diceros bicornis)
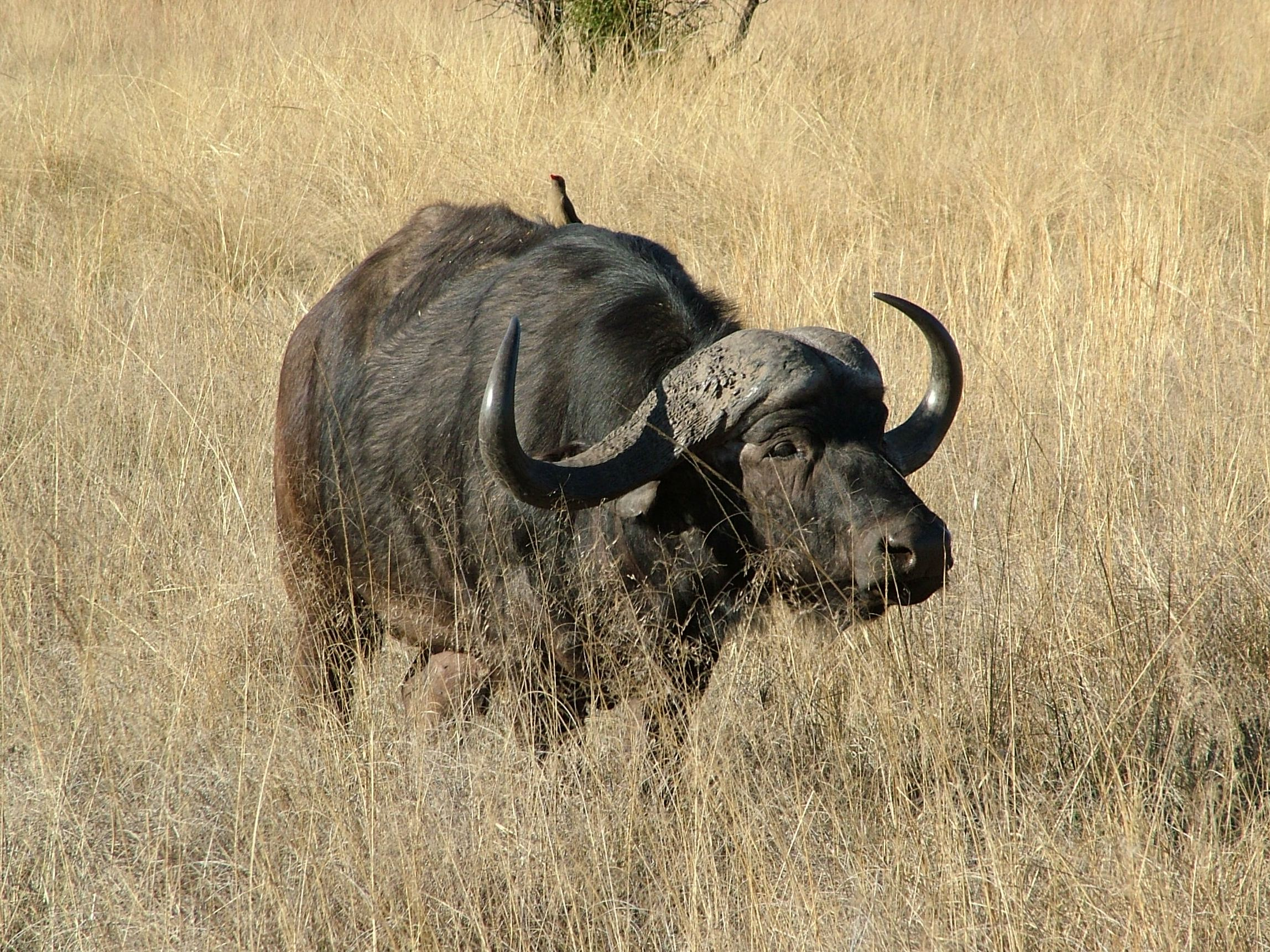
Буйвіл африканський (Syncerus caffer)
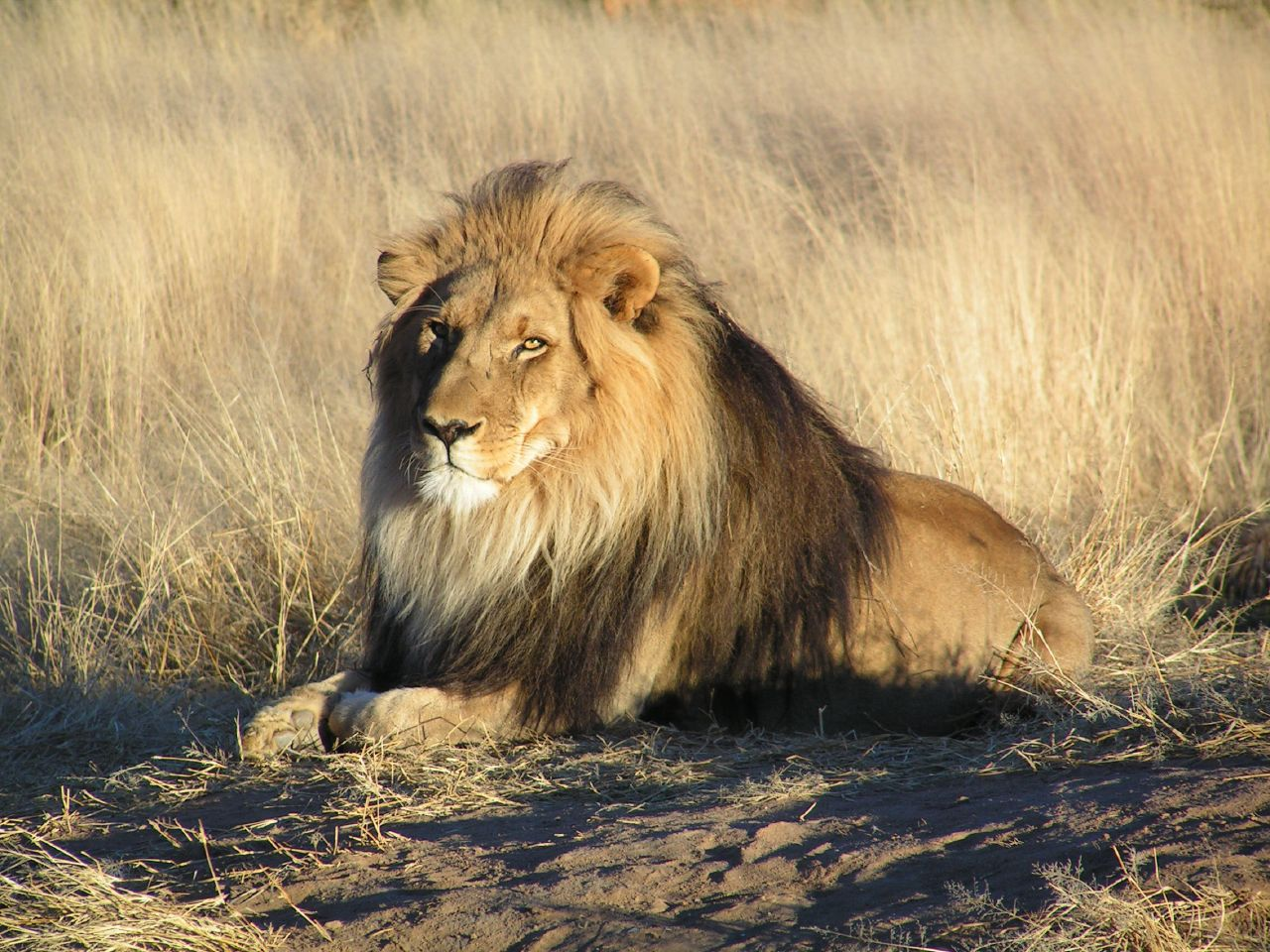
Лев (Panthera leo)
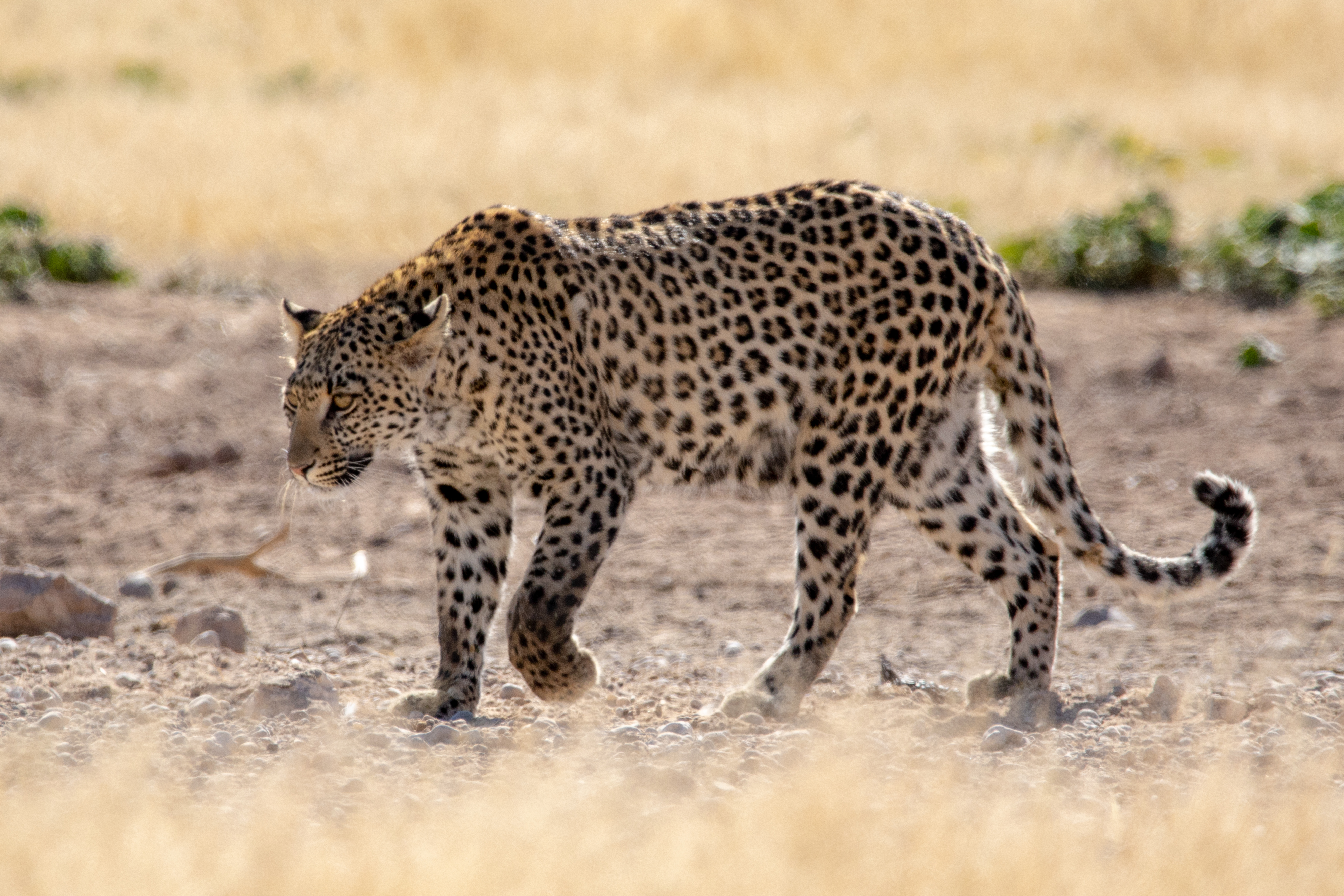
Пантера плямиста (Panthera pardus)

## Сафарі

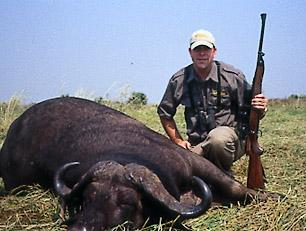
Мисливець за трофеями зі здобутим буфало

### Сафарі в ПАР
Полювання на велику живність — одна з найвідоміших статей доходу від туристів у ПАР. Мисливський сезон в ПАР починається 1 травня і триває до 31 липня. Полюють на багатьох тварин, у тому числі і рідкісних видів. Її контролюють Асоціація професійних мисливців ПАР і місцеві природоохоронні служби.

### Сафарі в Кенії
Термін «Велика П'ятірка» використовується для п'ятірки найнебезпечніших тварин Кенії — лева, слона, леопарда, носорога та буйвола. Але за триваючого браконьєрства, яке існує в Кенії попри суворі закони, можна стверджувати, що Велика П'ятірка постійно перебуває під загрозою вимирання.